# Hopea ovoidea
Espèce
Statut de conservation UICN

DD : Données insuffisantes
Hopea ovoidea est un arbre de la famille des Dipterocarpaceae, originaire de Bornéo. L'épithète spécifique « ovoidea » signifie « en forme d'œuf » en référence à l'ovaire de la fleur.

## Description
Hopea ovoidea pousse comme un arbre de la canopée, avec un diamètre de tronc pouvant atteindre 1 m. Il est pourvu  des contreforts. L'écorce est feuilletée. Les feuilles papyracées sont ovales à elliptiques et mesurent jusqu'à 13 cm de long. Les inflorescences mesurent jusqu'à 13 cm de long et portent jusqu'à sept fleurs  de couleur crème.

## Distribution and habitat
Hopea ovoidea est endémique à Bornéo, où il est confiné au Sabah. Un enregistrement de l'espèce à Sumatra n'est pas confirmé.
Hopea ovoidea pousse principalement dans le biome tropical humide.
Son habitat est constitué de forêts mixtes de diptérocarpacées sur les collines près de la côte, à des altitudes voisines de 30 m.